# Наньхай
Наньха́й (кит. упр. 南海, пиньинь Nánhǎi) — район городского подчинения городского округа Фошань провинции Гуандун (КНР).

## История
Ещё во времена империи Цинь — самой первой централизованной империи в истории Китая — в 214 году до н. э. был создан Наньхайский округ (南海郡), власти которого разместились в уезде Паньюй (番禺县). Во времена империи Суй Наньхайский округ был в 589 году расформирован, а уезд Паньюй был в 590 году переименован в уезд Наньхай (南海县). После смены империи Суй на империю Тан восточная часть уезда Наньхай была в 621 году выделена в отдельный уезд, вновь получивший название Паньюй. С этих пор история уездов Наньхай и Паньюй развивалась параллельно, а их органы власти размещались в одном и том же месте. Наряду с властями уездов Наньхай и Паньюй, в тех же местах в разные исторические эпохи размещались и органы власти административных единиц более высокого уровня: Гуанчжоуской области (广州), Гуанчжоуского региона (广州路), Гуанчжоуской управы (广州府).
Во времена империи Мин из уезда Наньхай в 1452 году был выделен уезд Шуньдэ (顺德县), а в 1526 году — уезд Саньшуй (三水县). Во времена империи Цин часть уезда Наньхай была в 1686 году выделена в состав нового уезда Хуасянь (花县). В 1733 году в посёлке Фошань был размещён филиал (кит. упр. 同知) Гуанчжоуской управы (кит. упр. 广州府). 
После Синьхайской революции в Китае была произведена реформа структуры административного деления, в ходе которой управы были упразднены. В 1921 году республиканские власти, следуя путём вестернизации, выделили урбанизированные части уездов Паньюй и Наньхай, и объединили их в отдельную административную единицу: город Гуанчжоу (это был первый случай, когда в Китае появился «город» в западном смысле этого слова). В 1925 году посёлок Фошань был по примеру Гуанчжоу выделен из уезда Наньхай в отдельный город, но уже в 1927 году был вновь возвращён в состав уезда Наньхай в качестве посёлка. В 1937 году в посёлок Фошань переехали из Гуанчжоу власти уезда Наньхай.
После вхождения этих мест в состав КНР 29 октября 1949 года был опять создан город Фошань; тогда же был создан Специальный район Чжуцзян (кит. упр. 珠江专区), и город Фошань вместе с уездом Наньхай вошли в его состав. 12 января 1950 года город Фошань был выведен из состава специального района и подчинён напрямую властям провинции Гуандун, однако уже в июле 1950 года Фошань был понижен в статусе, и опять стал посёлком в составе уезда Наньхай. 26 июня 1951 года Фошань был вновь выделен из уезда Наньхай, став отдельным городом в составе Специального района Чжуцзян.
В 1952 году Специальный район Чжуцзян и Специальный район Сицзян (кит. упр. 西江区专) были объединены в Административный район Юэчжун (кит. упр. 粤中行政区). 
В 1955 году Административный район Юэчжун был упразднён; в результате административного передела провинции Гуандун появился Специальный район Фошань (кит. упр. 佛山专区), и уезд вошёл в его состав. В ноябре 1958 года Специальный район Фошань был переименован в Специальный район Гуанчжоу (кит. упр. 广州专区), а уезды Наньхай и Саньшуй были 22 декабря 1958 года объединены в уезд Наньсань (南三县), но уже в январе 1959 года специальному району было возвращено прежнее название, а уезд Наньсань был переименован в Наньхай. В сентябре 1959 года из уезда Наньхай был вновь выделен уезд Саньшуй. В 1970 году Специальный район Фошань был переименован в Округ Фошань (кит. упр. 佛山地区). 
1 июня 1983 года округ Фошань был расформирован, и уезд перешёл в состав нового городского округа Фошань.
23 сентября 1992 года уезд Наньхай был преобразован в городской уезд.
Постановлением Госсовета КНР от 8 декабря 2002 года городской уезд Наньхай был преобразован в район городского подчинения.

## Административное деление
Район делится на 6 посёлков.

## Экономика
На побережье озера Цяньдэн расположен главный деловой центр Фошаня, где сконцентрированы офисы компаний, банков и престижные отели.